# Správní obvod obce s rozšířenou působností Valašské Meziříčí
Správní obvod obce s rozšířenou působností Valašské Meziříčí je od 1. ledna 2003 jedním ze tří správních obvodů rozšířené působnosti obcí v okrese Vsetín ve Zlínském kraji. Čítá 18 obcí.
Město Valašské Meziříčí je zároveň obcí s pověřeným obecním úřadem, přičemž oba správní obvody jsou územně totožné.

## Seznam obcí
Poznámka: Města jsou vyznačena tučně.
- Branky
- Choryně
- Jarcová
- Kelč
- Kladeruby
- Krhová
- Kunovice
- Lešná
- Loučka
- Mikulůvka
- Oznice
- Podolí
- Police
- Poličná
- Střítež nad Bečvou
- Valašské Meziříčí
- Velká Lhota
- Zašová

## Obyvatelstvo
| Rok  | Obyv.  | ± %    |
| ---- | ------ | ------ |
| 1869 | 23 795 | —      |
| 1880 | 25 296 | +6,3 % |
| 1890 | 26 015 | +2,8 % |
| 1900 | 26 413 | +1,5 % |
| 1910 | 27 419 | +3,8 % |

| Rok  | Obyv.  | ± %     |
| ---- | ------ | ------- |
| 1921 | 26 713 | −2,6 %  |
| 1930 | 30 515 | +14,2 % |
| 1950 | 30 675 | +0,5 %  |
| 1961 | 33 560 | +9,4 %  |
| 1970 | 37 699 | +12,3 % |

| Rok  | Obyv.  | ± %    |
| ---- | ------ | ------ |
| 1980 | 41 146 | +9,1 % |
| 1991 | 42 232 | +2,6 % |
| 2001 | 42 009 | −0,5 % |
| 2011 | 41 341 | −1,6 % |
| 2021 | 40 813 | −1,3 % |